# 13480 Potapov
13480 Potapov este un asteroid din centura principală de asteroizi.

## Descriere
13480 Potapov este un asteroid din centura principală de asteroizi. A fost descoperit pe 9 august 1978 la Observatorul de Astrofizică din Crimeea de Nikolai Cernîh și Liudmila Cernîh. Asteroidul prezintă o orbită caracterizată de o semiaxă mare de 2,23 ua, o excentricitate de 0,22 și o înclinație de 5,3° în raport cu ecliptica.